# 암브로시우스 카타리누스
암브로시우스 카타리누스(Ambrosius Catharinus 또는 Lancelotto Politi; 1483년 - 1553년)는 이탈리아 도미니코수도회의 정경 변호사이다.
마르틴 루터에 대항하며 로마 가톨릭교회를 변호하였다. 트리엔트 공의회에서 교황 바오로 3세의 대주교였다.